# مللیسا هالینگسوورث
مللیسا هالینگسوورث (انگلیسی: Mellisa Hollingsworth؛ زادهٔ october ۴, ۱۹۸۰ (۴۴ سال)) ورزشکار اسکلتون اهل کانادا است.
وی در مسابقات کشوری و بین‌المللی در مجموع برندهٔ ۲ مدال نقره، ۴ مدال برنز شده‌است.